# 옐로 (가수)
옐로(1996년 6월 17일 ~)는 대한민국의 가수, 유튜버다. 2018년 싱글 앨범 [Swim In You]로 데뷔했다.

## 방송
- 아티스탁 게임 (2022) - Top48(34위)

## 공연
- Festival SUM 2022 (2022)